# Sjarhej Schautschenka
Sjarhej Uladsimirawitsch Schautschenka (belarussisch Сяргей Уладзіміравіч Шаўчэнка, englische Transkription Siarhei Shauchenka; * 1. April 1998 in Minsk) ist ein belarussischer Radrennfahrer.

## Sportlicher Werdegang
Nachdem Schautschenka in den Jahren 2015 und 2016 die nationalen Junioren-Meisterschaften im Straßenrennen gewonnen hatte, wurde er zur Saison 2017 Mitglied im Centre Mondial du Cyclisme. Bereits nach einem Jahr verließ er das Trainingscenter und wurde Mitglied im französischen Radsportverein Team Cycliste Azuréen. Bei der Ronde de l’Isard 2018 erzielte er als Amateur seinen ersten Erfolg auf der UCI Europe Tour.
Zur Saison 2020 wechselte er zum Minsk Cycling Club, zunächst in die U23-Mannschaft. Seit der Saison 2021 gehört er zum UCI Continental Team. Für das Team erzielte er mit dem Gewinn der zweiten Etappe der Tour of Mevlana seinen nächsten internationalen Erfolg.
Nachdem seinem Team aufgrund des Russisch-Ukrainischen Krieges am 1. März 2022 durch die UCI die Lizenz als Continental Team entzogen wurde, trat er international nicht mehr in Erscheinung.

## Erfolge
2015
- Belarussischer Meister – Straßenrennen (Junioren)

2016
- Belarussischer Meister – Straßenrennen (Junioren)

2018
- eine Etappe Ronde de l’Isard

2020
- Belarussischer Meister – Straßenrennen (U23)

2021
- eine Etappe Tour of Mevlana